# Anatole de Granges de Surgères
Anatole Louis de Granges de Surgères, né le 29 mars 1850 au château de La Fouchardière et mort 4 aout 1902 à Sainte-Marie de Pornic, est un historien, bibliographe et bibliophile français.

## Biographie
Fils de Louis René de Granges de Surgères, maire de Chavagnes-en-Paillers de 1828 à 1830, qui prend part à l'insurrection en 1832 de la duchesse de Berry, et de Marguerite de La Rochefoucauld-Bayers, il appartenait à l’une des plus anciennes familles du Poitou dont la filiation remonte à 1261. Pendant la guerre franco-allemande de 1870, il fut nommé officier de mobiles au mois d'août 1870, puis officier d’état-major général du 1er corps de la 2e armée de Paris. Il prit part au siège de Paris et assista aux batailles du Bourget, de Buzenval, aux deux journées de Champigny. Pendant la Commune, il fut sous-lieutenant dans le corps de Cathelineau et, la guerre terminée, il passa dans la réserve de l'armée active, puis dans la territoriale.
Après quelques années passées à l’administration de l’enregistrement, il y renonça pour se livrer exclusivement à l’érudition, profitant de son indépendance pour publier un nombre assez considérable d’ouvrages. Son grand travail, dont le premier tome a paru et pour lequel il avait recueilli une grande quantité de notes pour les trois autres, était le répertoire historique et bibliographique de la Gazette de France, auquel il travaillait avec assiduité lorsque la mort a interrompu ses travaux.
Il avait épousé, en 1878, Georgine Moretus-Plantin, fille d’Édouard Moretus-Plantin (des Moretus-Plantin, anciens et riches imprimeurs d'Anvers descendants de Christophe Plantin) et petite-fille du baron Ferdinand du Bois, dont il a eu quatre enfants : Édouard, né en 1879 ; Ludovic, né en 1880 ; Renée, née en 1883, et Marguerite-Marie, née en 1886 (mariée le 26 janvier 1911 à Maurice Durant de La Pastellière). Il était président d’honneur de l’association des chevaliers pontificaux et président du sous-comité diocésain de Nantes, vice-président de la société académique de Nantes et du conseil héraldique de France, membre de la société des antiquaires de France, des antiquaires de l’Ouest, des archives historiques du Poitou, de celle des lettres, sciences et arts de Caen, membre fondateur de la société académique indo-chinoise de France, membre perpétuel de la société de géographie de Madrid. Il était, par ailleurs, chevalier d’honneur et de dévotion de l’ordre souverain de Malte, chevalier de l’ordre pontifical de Saint-Grégoire le Grand, commandeur de l’ordre pontifical de Saint-Sylvestre, grand officier des ordres de Charles III, du mérite militaire d’Espagne, du Saint-Sépulcre de Jérusalem, etc.

## Distinctions
- Chevalier de l'ordre de Saint-Grégoire-le-Grand
- Commandeur de l'ordre de Charles III

## Jugements
« M. de Surgères, outre ses qualités de chercheur obstiné et de travailleur infatigable, était un excellent homme, spirituel, observateur, toujours prêt à rendre service et à mettre à la disposition de ses amis les immenses ressources de son érudition. »

## Sources
- Société des archives historiques de la Saintonge et de l’Aunis, Commission des arts et monuments historiques de la Charente-Maritime et Société d’archéologie de Saintes, Revue de Saintonge et d’Aunis : bulletin de la Société des archives, vol. 22, Paris, 1902 (lire en ligne).

## Publications
- Les Sablet peintres, graveurs et dessinateurs, 1889.
- Les artistes français des XVIIe et XVIIIe siècles, Paris, Charavay frères, 1893, 246 p.
- Traductions en langues étrangères des réflexions ou sentences et maximes morales de La Rochefoucauld, 1883.
- Portrait du duc de La Rochefoucauld, auteur des Maximes, 1882.
- Les dessins de M. Bourgerel, 1883.
- Les portraits de Charette dessinés et gravés, 1886.
- Les Françaises du XVIIIe siècle, avec Gustave Bourcard, 1887.
- Iconographie bretonne, 1888-1889.
- Les portraits gravés de Richelieu, 1889), extrait du tome ii de l’Iconographie.
- 2.500 actes de l’état civil, 1895.
- Registre des protestants de Nantes, Blain, Le Ponthus, Sucé et Vieillevigne, 1897.
- Les artistes nantais, 1898.
- À propos de Châteaubriand, note bibliographique sur son pamphlet : De la monarchie selon la charte, 1898.
- Prises des corsaires français, 1900.
- Orfèvrerie bretonne, 1901.
- Notes d’état civil et historiques (extraites des registres des paroisses de l’arrondissement de Nantes, dont les archives ont été détruites pendant la Révolution), 1902.